# Havaika oceanica
Havaika oceanica is een spinnensoort uit de familie springspinnen (Salticidae). De soort komt voor in Hawaï.